# VII. Gergely pápa
VII. Gergely (Sovana, 1020/1025 körül – Salerno, 1085. május 25.) néven állt a keresztény világ élén a történelem 157. pápája. A pápaság történetének egyik legkiemelkedőbb vezetője, az európai középkor egyik meghatározó alakja. A szegény sorból származó Gergely életére nagy hatással volt a clunyi bencés kolostorban elsajátított értékrend, amely az egyház megreformálására hívta fel figyelmét. Később ez tette lehetővé, hogy valóban egészen más alapokra helyezze az egyre erkölcstelenebb egyházi szervezetet. Mielőtt 1073-ban megválasztották volna a legfőbb egyházi méltóság betöltésére, Gergely több pápa pontifikátusa alatt is meghatározó szerepet vállalt. VI. Gergely pápa uralkodásától kezdve jelentős szerepet vállalt a római irányításban. Regnálásának egyik legismertebb szakaszában Gergely az egyház hatalmát védelmezte a Német-római Birodalom császáraival szemben. A korábban is közismert politikai tehetsége ekkor igazán megmutatkozott.

## Származás és tanulmányok
Hozzávetőleg 1020 és 1025 között született a toszkánai Sovana városában. Eredetileg a Hildebrand nevet kapta szüleitől, amelynek másfajta betűzése (Hellebrand) trónra jutása után különböző magyarázatokkal egészítette ki pontifikátusát. Támogatói szerint ez a név fényhozót jelent (a német hellig, világos szóból), míg ellenfelei a pokol küldöttjeként értelmezték nevét.
A Hildebrand név mindenesetre azt jelzi, hogy a család valószínűleg lombard származású. (Egyes történészek összefüggésbe hozzák Gergely családját a nemes Aldobrandini családdal.) A későbbi nagy hatalmú pápa származását illetően szinte kétséget kizáróan állíthatjuk, hogy szegény családból emelkedett fel. Apját Bonizónak hívták, és a történetírók szerint asztalos vagy földműves volt. Anyjának neve nem maradt fenn.
A szerény körülmények között élő család még igen fiatal korában Rómába küldte Hildebrandot, ahol az Aventinus dombon álló Santa Maria monostorban kezdte meg tanulmányait. A monostort Laurentius apát irányította, aki Hildebrand anyai nagybátyja volt. Valószínűleg ezért engedhette meg magának a család gyermekük taníttatását. Ebben az időben a clunyi apátság reformeszméi már teret hódítottak Itáliában is, így volt ez Laurentius monostorában is, ahol Hildebrand ezen elvek alapján nevelkedett. A kitűnő elmével, szónoki és politikai tehetséggel megáldott ifjú később az örök városban letette a bencés szerzetesi esküt. Élete korai szakaszában csak rövidebb időt töltött el a híres Clunyben, mégis életének meghatározó elemévé vált az ott kialakult egyházszemlélet.
Évek múltán a bencés rend klerikusaként társult a Latin kapunál álló San Giovanni-templom archipresbiteréhez, Johannes Gratianushoz. Hamarosan Gratianus gyóntatója lett, és a viharos éveket élő pápaság történetében 1045-ben mellette állt akkor is, amikor VI. Gergely pápa néven trónra emelkedett. A rövid ideig uralkodó pápa egyik leghűségesebb követője lett, aki annak bukása után követte őt Németországba, Kölnbe.

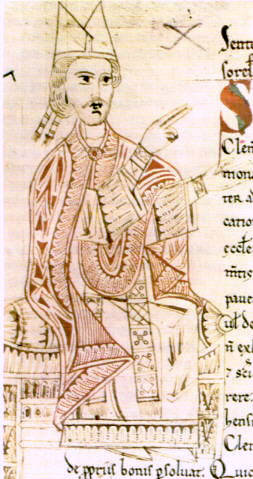
VII. Gergely pápa

## In via Domini
Vagyis az Úr útján. Hildebrand Gergely pápával Kölnben maradt egészen annak 1048-ban bekövetkezett haláláig. Ekkor úgy döntött, hogy visszavonul a franciaországi Clunybe. Itt több mint egy évig az egyházi reformokkal foglalkozott és békésen elmélkedett, imádkozott. 1049-ben Besançonban találkozott Bruno, touli püspökkel a császár javaslatára. Ugyanis Hildebrand németországi tartózkodása során közelebbi kapcsolatba került a császári udvarral, és III. Henrik rá gondolt, mint az általa kinevezett új pápa védelmezőjére és támogatójára.
Hamarosan Wormsban Brunót IX. Leó pápa néven megválasztották az egyház fejének. Hildebrand azt ajánlotta a frissen megválasztott pápának, hogy a rómaiak megnyugtatására a városi klérus és a nemesség bevonásával tartsanak még egy választást, amely megerősíti pozícióját, mert a császár embereit nem fogadják kitörő örömmel az örök városban. Hildebrand előre sietett és elrendezett mindent a megfelelő kimenetelű választáshoz. Leó tisztelete és hálája jeléül bíborosi rangra emelte Hildebrandot, és kinevezte őt a pápai patrimóniumok kezelőjének. Ez a felelősségteljes poszt lett az első, amelyben megmutatkozott Hildebrand kivételes vezető tehetsége. Az egyházi birtokok (amelyek később a római nemesek, majd a normannok birtokába kerül) rendkívül leromlott állapotban voltak. A hatalmas birtokokat személyesen végigjárta, és rendbe szedte őket. A szabályozott és hozzáértő vezetésnek hála a kiürült pápai kincstár hamarosan gyarapodni kezdett. A sikereket látván Leó újabb nehéz feladatot tűzött ki számára. Hildebrand megkapta a elöljárói kinevezését a San Paolo fuori le mura bazilikához kapcsolódó kolostor újraszervezéséhez. A Champagne-ban dúló harcok elszegényítették az apátság területét, és a kolostor lakóinak erkölcse is felbomlott. A szerzetesek nőkkel háltak szobáikban, a gazdaságot pedig elhanyagolták (olyannyira, hogy a jószágok ki-be járkálhattak a beszakadt ajtókon). Hildebrand reformjai és erős irányítása alatt a kolostor ismét a környék vezető gazdasága lett. A későbbi időkben is szívesen tért ide vissza a reformpárti pápa.
1054-ben Hildebrand pápai utasításra Tours-ba utazott, hogy megoldást találjon egy egyházi vitára. Ott tartózkodása idején kapta meg Leó halálhírét. Azonnal útra kelt Rómába, de utazása alatt olyan hírek ütötték meg a fülét, hogy a rómaiak őt akarják megválasztani az egyház élére, mint Leó pápa bizalmasa. Hildebrand visszautasította a megtiszteltetést, és a német-római udvarba vette az irányt, hogy a császár áldását megszerezze jelöltje számára. A hosszas tárgyalások végül Hildebrand győzelmét hozták, és Gebhard, eichstätti püspököt 1055-ben II. Viktor pápaként felszentelték a legmagasabb egyházi méltóságba. Ekkor Hildebrand hatalma már vetekedett a pápáéval. Valójában mindenki őt tartotta az egyház fejének, és Róma urának. És ez a valóságban is így volt. Viktor azonban 1057-ben meghalt, és Hildebrand irányításával újabb reformpárti egyházfőt választottak meg, X. István pápa személyében. A császári udvar nem akarta elismerni a választást, így Hildebrand év végén ismét Németországba utazott, hogy Ágnes régensnőt meggyőzze István legitimitásáról.
Távolléte alatt azonban István meghalt, és még mielőtt visszatérhetett volna a reformellenző Crescenti család X. Benedek néven kinevezték az új egyházfőt. A választás azonban törvénytelen volt, és ezt felhasználva Hildebrand okos és higgadt politikája révén legyőzte a tusculumi grófok jelöltjét, és sajátját, II. Miklóst állította helyére.
Ekkor már nyilvánvalóvá vált, hogy a valódi hatalom Hildebrand kezében összpontosul. Miklós pontifikátusának két legnagyobb horderejű döntése is hozzá köthető. Az ő sugallatára készült el az új pápaválasztási törvény, amely a bíborosok kollégiumán kívül mindenkit kizár az egyházfő megválasztásából. Másrészt a normann szövetség is az ő sugallatára jött létre. Ezen döntések egyértelműen a nemesség és a német-római császárság ellen jöttek létre. Ezért aztán nem volt meglepő, hogy Miklós halála után azonnal harcok robbantak ki ezen törvények megsemmisítéséért. A reformellenzők II. Honorius néven ellenpápát állítottak Hildebrand jelöltje ellen, II. Sándor ellen. A több éves egyházszakadás végén mégis a reformpártiak győzedelmeskedhettek, és Sándor elfoglalhatta szent helyét. Sándor az Apostoli Szék kancellárjává nevezte ki Hildebrandot.

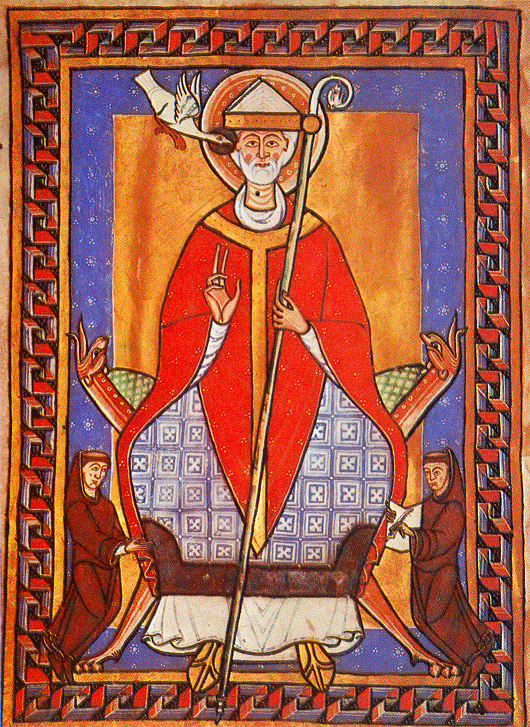
VII. Gergely pápa

## 1073, a pápaválasztás éve
Sándor 1073-ban meghalt, és a kánoni törvények szerint a bíborosok kollégiuma a San Pietro in Vincoli templomban Hildebrandot választotta meg pápának. Ebben a választásban nagy szerepe volt a római tömegnek is, amely egyöntetűen Hildebrand nevét kiáltotta jelöltjükként. Emiatt aztán Hildebrand ellenségei gyakran megkérdőjelezték megválasztásának törvényességét, de a felhozott vádak csak koholmánynak bizonyultak. A bíborosok április 22-én mutatták be az új egyházfőt, aki a VII. Gergely nevet választotta uralkodói nevének. A név egyértelműen Hildebrand első patrónusára, VI. Gergelyre utalt, de a Gergely név választásával azt is el akarta érni, hogy elismerjék törvényes egyházfőnek támogatóját.
Gergely közvetlenül megválasztása után több levelet is írt távoli barátjainak, ismerőseinek. A levelekben aggasztó dolgokról írt. Felismerte, hogy a kereszténység történelmének egyik mélypontján veszi át az uralmat az egyház felett. A kereszténység intézményei immár beleolvadtak a rendetlen középkor viszonyaiba. A pogány invázió, az összeomlott birodalmak és társadalmak romjai egyedül az egyház tudott reményt, és biztatást nyújtani az embereknek, de a 10. századra elvesztette ezt a képességét, és az erkölcstelenség mocsarába süllyedt. Lesújtó véleménye ellenére nem tétlenkedett a pápai trón birtokában, és nekilátott az egyház teljes reformjának.
Ugyan Miklós pápaválasztási törvényei már megengedték Gergelynek, hogy felszenteljék, mégis az új pápa meg akarta várni a császári beleegyezést. A Német-római Birodalom Gergely trónra lépésének idejében nem volt éppen ereje teljében. III. Henrik halála után megerősödtek a birodalmi hercegségek, és a trónra lépő IV. Henrik mindössze huszonhárom éves volt. 1073-ban a szász területek főurainak támadásait próbálta kivédeni a császári udvar. Ekkor érkezett meg Henrikhez Gergely levele, amelyben a pápa a koronás fő megerősítését kéri. A levél egyúttal azt is kifejezi, hogy Gergelynek uralkodói jogai vannak, és ezért jogában állhat szövetségre lépni bármely független herceggel (ne adj' Isten épp a szász hercegekkel), így aztán nem ajánlatos elutasítania a megerősítést.
Henrik döntését befolyásolta a német klérus, amely megijedt Gergely személyétől, és félt a szigorú reformoktól, ezért ők le akarták beszélni Henriket a megerősítésről. De hamarosan az udvarba érkezett Eberhard, Nettenburg grófjának levele, amelyben az állt, hogy amennyiben a pápa megerősíti a gróf jogait, igényt tart a császári koronára. Henriknek ezek után nem maradt túl sok választása, és 1073 szeptemberében írt Gergelynek egy igen nyájas hangvételű levelet. Ebben az uralkodó elismerte a bíborost a keresztény egyház fejének. Ez volt a történelem folyamán az utolsó császári megerősítés, amelyet pápa kapott. VII. Gergelyt 1073. június 29-én, Szent Péter és Szent Pál napján a törvényeknek megfelelően beiktatták hivatalába.

## Német-római konfliktus

### A hatalmi vita gyökere
IV. Henrik 1073-ban íródott levelében igen szelíd hangnemben szólt a pápához, és megígérte neki, hogy a császári korona minden támogatást megad Rómának az egyházi reformok kivitelezéséhez. Henrik felesküdött rá, hogy birodalmában megfosztja rangjától a törvénytelenül beiktatott egyházi méltóságokat. A levél stílusa a történelemben soha meg nem ismételt alázattal íródott, és azt nagy örömmel fogadták a Lateránban. De Henrik egy betűt sem gondolt igazán komolyan. Mindössze időt akart nyerni serege összeszedéséhez, hogy annak élén véget vessen a szászok és türingiaiak felkelésének. Hamarosan sikerült felszámolnia a birodalmában dúló bizonytalanságot, és trónját megszilárdítva elhatározta, hogy megjutalmazza híveit. A szász püspököket egytől egyig leváltotta, és helyükre saját embereit nevezte ki. A korábban trónkövetelő Eberhard gróf is a császár mellé állt, mivel meglátása szerint a pápa elárulta őt. Ezért a grófi seregek lerohanták Lombardiát, és a reformpárti milánói érseket leváltották.
Henrik tudta jól, hogy Gergely hamarosan reagál a történtekre, ezért igyekezett szövetségre lépni a szent szék legnagyobb támogatóival, a normannokkal. Robert Guiscard, normann herceg végül megegyezett a császárral, aki katonai segítséget ígért neki hűségéért cserébe, hogy elfoglalja a többi normann területet, amelyek Gergelyhez hűségesek maradtak. A pápa ugyanis felszentelése után pár nappal ellátogatott Beneventóba, Capuába és Salernóba, ahol felújította szövetségét a normann hercegekkel. Robert azonban elfoglalta Beneventót és Capuát is.
Gergely december 8-án igen megvető levélben reagált Henrik politikájára. Esküjének megszegésével, hazugsággal és a keresztény egyház elleni merénylettel vádolta meg a császárt. Persze semmi nem történt a fenyegető levél hatására, és Gergelynek be kellett látnia, hogy az erőtlen szavak értelmetlenek, és erős tettekkel lehet rendet teremteni. Egy Rómában összehívott 1075-ös zsinaton felvették a kánoni törvények közé, hogy ezentúl mindenkit kiátkozással büntet az egyház, aki törvénytelenül iktat be egyházi méltóságokat. Külön bekezdést szenteltek annak a kifejtésére, hogy a koronás fők sem kivételek ezen törvény alól. Ekkor keletkezett a Dictatus papae című szabálygyűjtemény, amely Gergely politikai programját tartalmazta. Jelentős tételei a római püspök egyetemes joghatóságára, a püspökök kinevezésének és a hivatalukból eltávolításának kizárólagos jogára, a római szentszék tévedésmentességére és a zsinatok tartásának jogára vonatkozó pápai felhatalmazások deklarálása. Emellett itt rögzítették, hogy a pápának adott esetben a császár letételére is joga van.
Ezen döntések fényében Gergely megfosztotta hatalmuktól a Henrik által kinevezett püspököket, és több császári hivatalnokot kiközösített. 1076-ban pedig az egyházi bíróság elé idézte IV. Henriket, hogy ott feleljen tetteiért. Az energikus lépések megdöbbentették a császári udvart, de egyben fel is dühítették Henriket. Válaszul a császár 1076. január 24-én Wormsba hívta össze a birodalmi gyűlést, amelyen a reformellenző német klérus nagy számban képviseltette magát. A wormsi gyűlésen több vádat is felhoztak Gergely ellen, és végül Henrik úgy döntött, hogy megfosztja hatalmától a pápát. A gyűlésről két püspök ment Itáliába és a Piacenzában valamint Paviában összehívott zsinaton a lombard klérust is megpróbálták rávenni a pápa elmozdítására.
Ezek részleges sikerei után Parmai Roland vitte Henrik levelét Rómába, amelyben közölték Gergellyel, hogy nem ismerik el egyházfőnek. A levél hatalmas felháborodást okozott a Lateránban, és csak Gergely visszafogottságának volt köszönhető, hogy a feldühödött rómaiak ne tépjék szét a követet. A pápa elhatározta, hogy komoly lépéseket kell tenni, hogy az egyházat kirántsa a fertőből. A keresztény hit védelmében 1076-ban kiátkozta és trónjától megfosztotta IV. Henriket.
Mindkét szemben álló félnek megvolt a maga belső hatalmi harca, hiszen Gergelyt a merész Cencius 1075 karácsonyán letartóztatta, és csak alig tudták kiszabadítani a vakmerő klerikus karmai közül a pápát. Másrészt Henrik ugyan legyőzte a hercegeket, de azok az eltelt pár év során még nagyobb dühvel megerősödtek. Henrik biztos volt abban, hogy ő fog győzni a Gergely ellen vívott harcokban, hiszen apja háromszor is sikerrel járt ilyen módszerekkel, és lemondatta a pápát. De Henrik nem vette figyelembe, hogy apja idejében a hercegek és általában a nép a császár oldalán állt, ezért egy egyházi kiátkozás valójában hatástalannak bizonyult. De Gergely kiközösítése elsősorban a hercegeknek szólt. Mivel az egyház üresnek nyilvánította a német-római trónt, a birodalom legtöbb főura Gergely mellé állt, és egyre szaporodó seregük hatalmas veszélyt kezdett jelenteni Henrik uralkodására.

### Canossa-járás
Henriknek hamarosan be kellett látnia, hogy igen ingataggá vált pozíciója a birodalomban. Ráadásul a hercegek ellenállását igen hathatósan szervezte Gergely egyik híve, Passaui Szent Altmann, Passau püspöke is. Az ő ténykedése folyamán gyűltek össze a birodalmi főurak Tiburban, hogy megvitassák a trón sorsát. Gergely egy titkos levélben megírta Altmann-nak, hogy amennyiben lehetséges, őrizzék meg Henrik trónját. A hercegek azonban nem teketóriáztak, és azonnal az új uralkodó személyéről kezdtek vitatkozni. Henrik eközben Oppenheimban várta rettegve a döntést, és csak az mentette meg trónját, hogy a hercegek sehogyan sem tudtak megegyezni egy névben. Altmann sugallatára a tiburi döntés végül kimondta, hogy amennyiben Henrik kiközösítésének évfordulóján még mindig fennáll a pápai átok, akkor megüresedettnek nyilvánítják a trónt. Ez tehát azt jelentette, hogy Henriknek sürgősen meg kellett egyeznie a pápával.
A hercegek Augsburgba hívtak össze egy birodalmi gyűlést, amelyre Henriknek és Gergelynek is küldtek meghívót. Henrik úgy döntött, hogy még a gyűlés előtt megpróbálja kiengesztelni az egyházfőt, és azonnal követeket küldött Rómába. Gergely azonban nem fogadta a császár küldötteit, ezért Henrik úgy döntött, hogy személyesen keresi fel a szentatyát.
Gergely karácsony után indult el Augsburgba, és a tervek szerint Mantovánál csatlakozik kíséretéhez a hercegek egy csoportja. Azonban elterjedt a hír, hogy Henrik kíséretével átkelt az Alpokon, és az összecsapást elkerülendő a német hercegek elhagyták Mantovát. Lombardiában nagy lelkesedéssel üdvözölték Henriket, és felajánlották neki, hogy segítségükkel megtámadhatja Gergely kíséretét. De a kísértésnek ellenállva Henrik egy merőben idegen megoldást választott.
A pápa 1077 januárjában Canossa városához ért, és mivel árulókat sejtett maga körül, úgy döntött, hogy a biztonságos várban fog megszállni. Henrik követte a pápát Canossába, és audienciát kért tőle, de Gergely emlékezett még Henrik csalárd levelére, és különös szigorral kezelte a találkozót. Nem volt hajlandó megegyezni a császárral, de azt is kijelentette, hogy Henrik bűneiért való vezeklését előrelépésként venné. Így aztán a császár levetette díszes ruháit, és a januári fagyban egy zsákposztóban, mezítláb könyörgött a vár kapuja előtt bebocsátásért. Gergely nem engedett, és Henrik egész nap a citadella előtt maradt. Így ment ez második és harmadik nap is, amikor végre megenyhült a pápa, és 1077. január 28-án fogadta a császárt. Henrik és Gergely megegyeztek abban, hogy az egyházfő feloldja az egyházi átkot, de cserében az augsburgi zsinaton elismeri Róma jogait. De nem esett szó olyan fontos kérdésekről, mint az invesztitúra. Ez okozta a későbbi bonyodalmakat.

### Második kiátkozás
A canossai megegyezés nem zárta le a birodalmi konfliktusokat. A hercegek nem a kiközösítés miatt egyesítették erejüket, és támadták meg a trónt, hanem mert az érdekükben állt. Ezért nem igazán volt ereje annak, hogy Gergely visszavonta az átkot. A birodalmi főurak 1077. március 15-én Forchheimben megválasztották vezetőjüket, akit Henrik trónjára szántak. A választás Rudolfra, Svábföld hercegére esett. A harcok megindultak, és Gergely a semlegesség politikáját választotta. Az évek során kiderült, hogy a szemben álló seregek közel azonos erőt képviselnek, ezért megindult a versengés Gergely kegyeiért, akinek támogatása sokat nyomhatott a latban. De Róma pártatlan maradt, ami azt is eredményezte, hogy az egyházfőbe vetett bizalma mindkét félnek megcsappant, és ráadásul Gergely teljesen kimaradt az események alakításából. 1080. január 27-én Rudolf győzelmet aratott a császár csapatai felett, amelynek jelentőségét úgy felnagyították, hogy Gergely végül a hercegek pártjára állt, és március 7-én újból kiátkozta Henriket.
Amikor Henrik fülébe jutott a hír, a császár dühében először nem tudta mivel álljon bosszút Gergelyen, de végül Ravenna grófja, Guibert súgott az uralkodónak. Így 1080. június 16-án Brixenben megfosztották Gergelyt pápai méltóságától, és helyette Guibertet választották meg egyházfőnek, aki felvette a III. Kelemen uralkodói nevet. Henrik második kiátkozása már nem volt akkorra hatású, mint az első, ugyanis a nép nem érezte azt jogosnak, és ezért elfordultak a pápától. Gergely hiába igyekezett megszerezni a tömegek támogatását, az nem sikerült, és ráadásul 1080. október 16-án a merseburgi csatában meghalt Sváb Rudolf is. A hercegek hiába választották meg helyette Luxemburgi Hermannt, ő nem tudta átvenni a sereg irányítását. Ezzel tulajdonképpen feloszlott a főúri sereg, és Henrik teljes erejével Gergely büntetésére koncentrálhatott.
1081-ben Róma ostromára indult, de a pápai szövetségesek jócskán megnehezítették a sereg haladását, és csak 1084-ben sikerült elérnie az örök várost. Gergely eközben az Angyalvárba zárkózott be, és onnan próbált újabb szövetségeseket találni. Henrik elfoglalta Rómát, és megüzente a pápának, hogy amennyiben elismeri őt uralkodónak, és császárrá koronázza, megőrzi sértetlenségét, és Guibertet is börtönbe záratja. De Gergely makacs volt, és nem engedett Henriknek. Ezért 1084. március 24-én Rómában felszentelték III. Kelement az egyház új fejének.
Ezalatt Gergelynek sikerült szövetséget kötnie Robert Guiscard-ral, akinek normann seregei kiűzték a német hadakat Rómából. De Gergely már nem volt ünnepelt pápa Rómában, és az ellenségnek tekintett normannokkal az oldalán kénytelen volt elhagyni a várost. A csalódott és bánatos egyházfő Monte Cassinóba vonult vissza, majd a normann fennhatóság alatt álló Salerno várába utazott. A tengerparti erődben lelte később halálát.

## Gergely Európája
Felszentelése után Gergely igen energikus egyházfő képét tartotta fenn magáról egyházában. Ez nemcsak Itáliára és Németországra vonatkozott, ugyanis a reformokat ki akarta terjeszteni az egész keresztény világra, és ennek érdekében több szövetséget is kötött. Mégis a IV. Henrikkel kirobbant konfliktusa miatt gyakran azért keresett meg uralkodókat, hogy azok támogatását megszerezze a német trón ellen. Ezen tárgyalások csak kevéske eredménnyel jártak. A legnagyobb csalódást a normannok jelentették Gergely számára, hiszen még II. Miklós pontifikátusa során szövetségre lépett a normann hercegekkel. Mégis a Henrikkel vívott csatában nem álltak ki a pápa mellett, sőt szövetkeztek a császárral. Robert Guiscard herceg pedig csak akkor állt Gergely oldalára, amikor Henrik csapatai már saját birodalmát veszélyeztették.
Róma jelentős segítségre számított közvetlen környezetén kívül azoktól az államoktól, amelyek a Német-római Birodalomtól teljesen függetlenül a római egyházhoz tartoztak. Ilyen állam volt Korzika, Szardínia, Spanyolország és Magyarország is. A jó kapcsolatok ápolásán kívül azonban nem sok támogatás érkezett ezekből az államokból. Gergely megpróbálta szorosabbra fűzni a köteléket Dánia uralkodójával is, de az végül nem járt katonai segítséggel.
Egészen más kapcsolat fűzte a Lateránt az I. Fülöp uralta Franciaországhoz. Fülöp rendszeresen osztogatott egyházi méltóságokat, és a szimóniát is megtűrte országában. Ezek 1074-ben odáig fajultak, hogy Gergely egyházi átkot helyezett kilátásba. De a fellobbanó harcok miatt Gergely inkább szövetségesként akart a franciákra gondolni, ezért szemet hunyt a király tettei felett. Hasonló volt a helyzet Hódító Vilmos Angliájával is. A normann származású uralkodó állami törvényeket hozott a papok életéről, a különböző egyházmegyék jogairól. Ez felháborította Gergelyt, de a távolság miatt igazán nem tudott eredményeket elérni Angliában. De egyik hű követője, Lanfranc érsek elfoglalhatta a canterburyi érseki hivatalt, és ezzel megvetette a pápai befolyás alapjait Vilmos udvarában.
Gergely megpróbált segítséget kérni Lengyelország, Csehország és a Kijevi Rusz vezetőitől is, még Örményországot is megpróbálta közelebb csábítani a római egyházhoz. Ezek sikertelenek voltak, ugyanúgy mint a nagyobb szabású keleti politikája. Gergely minden erejével igyekezett megszüntetni az egyházszakadást, és fel is vette a kapcsolatot Bizánccal. VII. Mihály császár megfelelő partnernek bizonyult ebben a kérdésben, de a keleti kereszténység egy újabb veszéllyel nézett szembe. A szeldzsuk törökök eliszlámosították a közel-keleti területek jelentős részét. Mihály arra kérte Gergelyt, hogy segítsen neki visszaverni a pogányok támadását, és akkor újra egyesítheti az egyházakat. A pápa körlevelet intézett minden fontos európai udvarba, hogy egy keresztes hadjárattal mentsék fel az ősi keresztény területeket, de törekvése süket fülekre talált.

## Gregorián reformok az egyházban

### Gergely nézetei és a nagyböjti zsinat
Gergely egyházszemlélete a clunyi reformok hatására fejlődött ki, és felszentelése után igen radikális elvekben ért össze. Gergely úgy tartotta, hogy az egyházat Isten alapította, méghozzá azzal a céllal, hogy egyesítse az embereket egy olyan közösségben, amelyben az isteni akarat az egyetlen törvény. Ez tulajdonképpen a keresztény világ összefogására irányult. Mivel az egyházat maga a Mindenható teremtette meg, ezért felsőbbsége nem kérdőjelezhető meg egyetlen állam által sem. A világi uralom a hierarchiában tehát az egyház alatt áll. A pápa az egyház feje, tehát az Isten földi helytartója, aki őrködik az Isteni törvények felett. Ezért aztán aki nem ismeri el az egyházfő hatalmát, vagy tagadja azokat a törvényeket, amelyeket meghoz, az valójában az Isteni akarat ellen vét, tehát tágabban megfogalmazva az egész kereszténység ellensége.

Gergelynek azonban be kellett ismernie, hogy amennyiben ez valóban teljesülne, akkor nemhogy egyetlen állam omlana össze, hanem mindegyik romokban heverne, és az ő uralma alatt egyesülne az egész keresztény világ. Nem volt hatalomvágyó, és tudta, hogy ez elképzelhetetlen lenne, ezért az idő múltával valamelyest megváltoztatta szigorú képzetét az egyházzal kapcsolatban. Úgy vélte, hogy az államokat az Úr azért teremtette meg, hogy az Isteni gondviselést meg tudja osztani az emberek között. Az egyház és az állam együtt alkotnak egy rendszert, és az egyházi elsőbbséggel a kettőből alakul ki az Isteni akarat szerint a világ. A sacerdotium elsőbbsége az imperiummal szemben sohasem volt kérdéses Gergely számára. Ez politikájában meg is mutatkozik.
A nagy reformpápa úgy gondolta, hogy minden fontos kérdésnek Rómában kell összefutnia, és azok megvitatására is az egyház irányításával kell, hogy sor kerüljön. A pápa a Róma központú egyház teljhatalmú ura, akinek a hatalma minden klerikusra kiterjed. Ezért aztán az egyes érsekek, bíborosok és püspökök a pápai akaratnak alá vannak vetve. Gergely ezt a reformszemléletet is különösen erősen érvényre juttatta pontifikátusa alatt, éppen ezért sok vihart is kavart az egyház berkeiben.
1074 márciusában hívta össze legismertebb reformzsinatát az úgynevezett nagyböjti zsinatot Rómában. Ezen a gyűlésen az egyházi kánonok közé négy igen fontos pont került be:
- Elsőként Gergely úgy határozott, hogy az a klerikus, aki papi méltóságát (legyen az akármilyen rangú) pénzért vásárolta meg (szimónia), azonnal hagyjon fel egyházi szolgálataival.
- Másrészt az, aki hivatalt, egyházi birtokot vagy jogot vásárolt, azt köteles visszaszolgáltatni.
- Az, aki bűnös a papi bujaság vádjában, köteles feladni egyházi szolgálatát (→ cölibátus).
- A hívek kötelesek megtagadni a fenti vétkekben bűnös papoknak a miselátogatást és bármilyen más kapcsolatot.

Ezek elsősorban a szimónia ellen tett lépések, azonban volt még egy témakör, amelyet már régóta feszegetnek az egyházi berkekben, és Gergely is zászlajára tűzte ennek orvoslását. Ez a papi nőtlenség, vagyis a cölibátus volt. Kötelezővé Gergely sohasem tette ugyan a cölibátust, mégis nagy energiát fektetett erre a kérdésre. A zsinat után kibocsátott egy enciklikát, amelyben arra buzdította a híveket, hogy közösítsék ki azokat a papokat, akik házasságban élnek. Egy évvel később pedig megvonta ezen klerikusok egyházi jövedelmeit is. Ezek az egész egyházban széles körű vitákra adtak okot.

### Harc a reformért
A nagyböjti zsinat döntései és a kiadott enciklika hatására az egyház jelentős része felháborodott, és ellenezte azokat. A soha nem látott felháborodásnak elsősorban az volt az oka, mert mindenki tisztában volt vele, hogy Gergely végre is hajtja majd ezen pápai törvényeket, és nem csak egyszerű papírlapok maradnak ezek a döntések, mint korábban. Szerte Európában felbukkantak olyan Biblia-idézetek, amelyek azt igazolják, hogy a házasság egy szent intézmény, amelyet maga Jézus is támogatott.
Gergelyt ez sem tudta visszatántorítani tervétől, és a különböző országok zsinataira elküldte pápai követeit.
A követek legnehezebben Németországban érték el Gergely akaratát. A német klérus különösen gazdag volt olyan tagokban, akik megfeleltek a gregorián ellenpéldának. Ők hamar egymásra találtak és erős csoportként léptek fel a Nürnbergben összehívott zsinaton. Szószólójuk kijelentette, hogy ők inkább maradnak férjek, mint egyházfiak, és amennyiben ez nem tetszik a pápának, akkor jobb ha nekilát angyalokat keresni, akik alkalmasak és eléggé szent életűek erre a feladatra. Sigfried, mainzi érsek és Németország prímása úgy döntött, hogy hat hónap haladékot ad a német klérusnak az átállásra, és majd akkor döntenek a pápai törvényekről. 1074 októberében Erfurtban gyűltek össze a határidő lejárta után az egyháziak, és természetesen nem változott véleményük a nagyböjti zsinattal kapcsolatban. Siegfrid semmire sem jutott, ezért helyette Gergely egyik legerősebb híve, Altmann, Passau püspöke ragadta meg a kezdeményezést. Felolvasta a pápai rendelkezéseket, majd tűzzel-vassal nekilátott azok betartatásához. Ez majdnem az életébe került, de végül sikerrel járt.

Az 1074-ben összegyűlt párizsi zsinat is alig volt elfogadóbb, mint a német. A francia klérus elutasította Gergely törvényeit, mivel azok ugyanúgy büntették a különböző rangú papokat, és ezt értelmetlennek és lehetetlennek bélyegezték meg. De a pápának itt sokkal szélesebb támogatórétege volt, mint Németországban, és az uralkodóval is szövetségben állt Gergely. Ezért a francia klérus több száműzetés és börtönbüntetés után elfogadta a pápai törvényeket. A Burgosban tartott zsinaton a spanyol klérus úgy felháborodott a pápai döntések ellen, hogy a követet elverték és megfosztották papi rangjától. Gergely azonban itt sem engedett, és több követet küldött az Ibériai-félszigetre, akik végül itt is diadalt arattak.

## Életének alkonyán
Életének utolsó éveit önkéntes száműzetésben töltötte a Nápolyhoz közeli tengerparti Salerno várában. A Henrik csapatait kiűző normann hadak féktelen pusztítása miatt a rómaiak meggyűlölték Gergelyt, ezért önként elhagyta a várost. Ezekben az időkben írta meg önéletrajzi művét, amely kis híján sértetlenül maradt fenn mind a mai napig. Ennek a következő címet adta: Szerettem az igazságot és gyűlöltem a bűnt, éppen ezért most száműzetésben halok meg. (Latinul: Amavi iustitiam et odivi iniquitatem, propterea morior in exilio.), ami utalás a 45. (44.) zsoltárra.
1085. május 25-én halt meg. Halála után az egyház teljesen át lett alakítva, és ugyan az általa alapított német gregorián párt darabjaira hullott, nem múlt el pontifikátusa nyomok nélkül. Testét Salerno székesegyházában temették el, és több évszázadon át sikeresen küzdöttek azért, hogy Gergely testét ne szállítsák át a Szent Péter-bazilikába. XIII. Gergely pápa boldoggá avatta, 1728-ban pedig XIII. Benedek pápa felvette a katolikus egyház szentjeinek sorába. Ünnepnapját május 25-én tartják.

## Művei
- Documenta Catholica Omnia (latin nyelven). (Hozzáférés: 2011. december 6.)